# Ceremoniał wojskowy

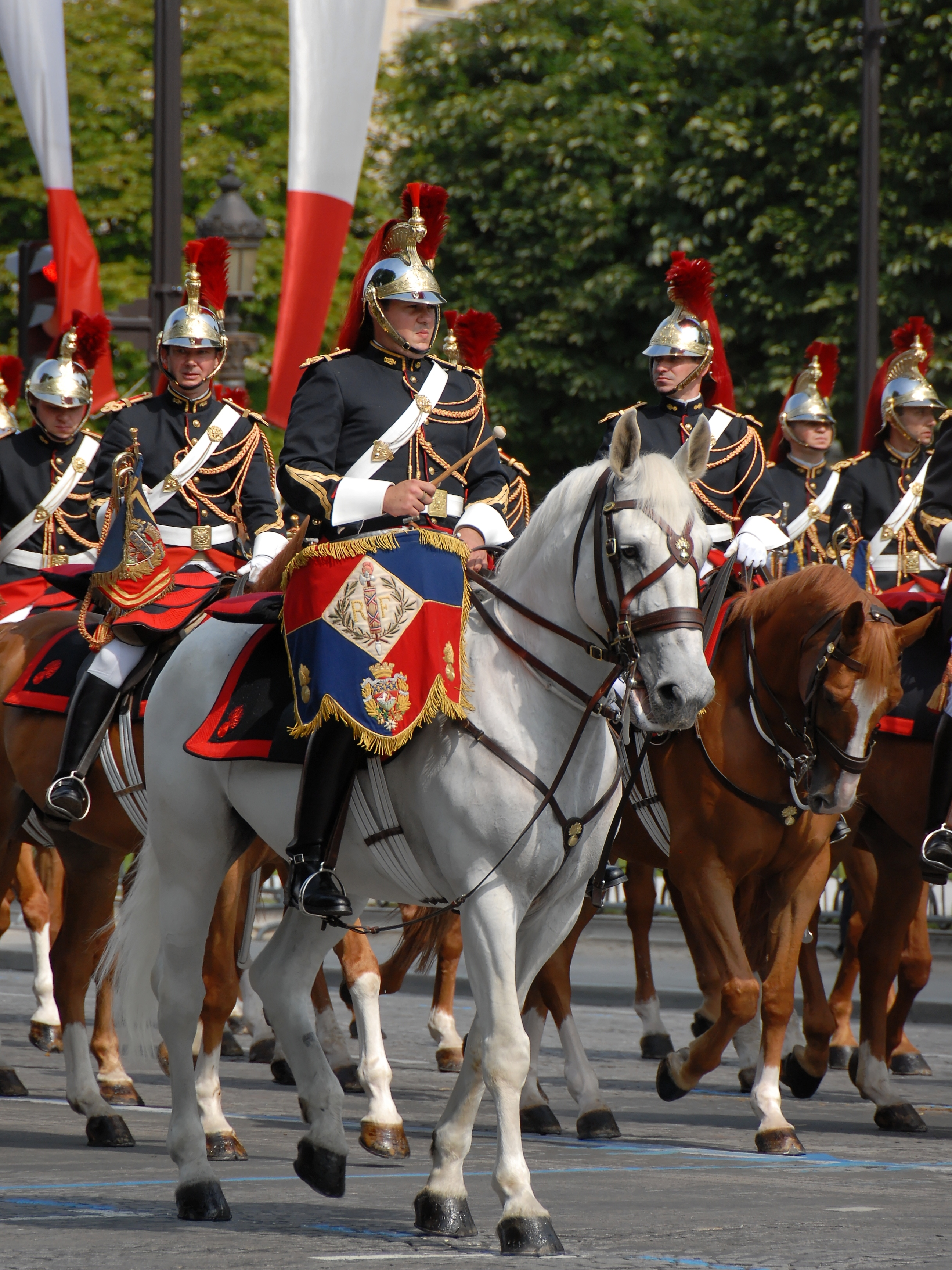
Do ceremoniału wojskowego zaliczają się m.in. parady wojskowe. Tutaj, parada wojska francuskiego w 2007 r.

Ceremoniał wojskowy – zbiór zasad dotyczących przeprowadzenia uroczystości, obchodów i innych imprez organizowanych w wojsku lub z udziałem wojska oraz określających sposoby indywidualnego i zbiorowego zachowania się żołnierzy uczestniczących w tych uroczystościach (obchodach, imprezach).

## W Polsce
Zasady i formy organizowania uroczystości z udziałem wojskowej asysty honorowej w Polsce oraz udziałem w nich żołnierzy  Sił Zbrojnych Rzeczypospolitej Polskiej jest określony w Ceremoniale Wojskowym Sił Zbrojnych Rzeczypospolitej Polskiej (stanowiący załącznik do decyzji Nr 392/MON Ministra Obrony Narodowej z dnia 30 września 2014 r. w sprawie wprowadzenia do użytku służbowego „Ceremoniału Wojskowego Sił Zbrojnych Rzeczypospolitej Polskiej”, Dz.Urz. MON z 2014 r. poz. 317).